# Трофимова, Наталья Евгеньевна
Наталья Евгеньевна Трофимова (14 января 2003, Челябинск) — российская футболистка, полузащитница клуба «Зенит» и сборной России.

## Биография
Воспитанница футбольной школы «Лидер» (Челябинск), первый тренер — Вадим Пашнин. Во второй половине 2013 года перешла в юниорскую команду московского «Чертаново». В 2018 году в составе «Чертаново-М» стала серебряным призёром первого дивизиона России и была признана лучшим игроком команды. В 2019 году в составе сборной Москвы стала победительницей Спартакиады учащихся России, в решающем матче забила один из голов в ворота соперников из Московской области.
С 2019 года выступала за основной состав «Чертаново» в высшем дивизионе России. Дебютный матч за клуб сыграла 11 апреля 2019 года против «Енисея». Всего в первом сезоне приняла участие в 17 матчах, во всех выходила в стартовом составе. Осенью 2019 года выходила на поле в матче Лиги чемпионов против шотландского «Глазго Сити». Начало сезона 2021 года пропустила из-за травмы колена.
В 2022 году перешла в петербургский «Зенит», где стала чемпионкой России 2022 и 2023 годов. В начале сезона 2024 после трёх проведённых матчей получила травму крестообразной связки колена и выбыла до конца сезона.
Выступала за юниорскую сборную России, была её капитаном и штатным исполнителем стандартных положений. В 2021—2023 годах выступала за молодёжную и основную сборные России.